# رودولفو دي بينديتي
رودولفو دي بينديتي (بالإيطالية: Rodolfo De Benedetti)‏ هو رائد أعمال إيطالي، ولد في 2 يوليو 1961 في تورينو في إيطاليا.

## وصلات خارجية
- الموقع الرسمي